# Resolució 1526 del Consell de Seguretat de les Nacions Unides
La Resolució 1526 del Consell de Seguretat de les Nacions Unides fou adoptada per unanimitat el 30 de gener de 2004. Després de recordar les resolucions 1267 (1999), 1333 (2000), 1363 (2001), 1373 (2001), 1390 (2001) i 1452 (2002) i 1455 (2003) el Consell va estrènyer les sancions contra Al-Qaeda, els talibans, Osama bin Laden i persones i grups associats.

## Resolució

### Observacions
El Consell de Seguretat va instar a tots els estats a aplicar la Resolució 1373 i reafirmar la necessitat de combatre les amenaces a la pau i la seguretat internacionals causades per actes terroristes. Va condemnar a Al-Qaeda i altres grups associats pels atacs terroristes en curs i va reiterar la seva condemna general de tots els actes terroristes.

### Actes
Actuant sota el Capítol VII de la Carta de les Nacions Unides, el Consell va decidir millorar l'aplicació de les sancions, inclosa la congelació d'actius i fons financers controlats pels talibans, Al-Qaida, Osama bin Laden i altres grups. Les sancions anteriors també incloïen un embargament d'armes i prohibició de viatjar contra grups i particulars. Es va enfortir el mandat del Comitè establert en la resolució 1267 del Consell de Seguretat de les Nacions Unides per incloure un paper central per avaluar la informació relativa a l'aplicació efectiva de les restriccions i formular recomanacions. Les sancions es revisarien en un termini de 18 mesos.
Es va exigir a tots els estats que reduïssin l'oferta d'actius i fons financers a les persones i organitzacions sancionades i que establissin procediments interns per al control de la moneda a través de les fronteres. Es va establir un equip de seguiment d'assistència analítica i sancions per assistir al Comitè 1267 en el compliment del seu mandat per un període inicial de 18 mesos i tindria la seu a la ciutat de Nova York. El secretari general Kofi Annan havia de nomenar vuit persones a l'equip de seguiment amb experiència rellevant. S'havia de presentar tres informes sobre l'aplicació de les sancions per part de països i suggerir millores i, si fos necessari, el Comitè examinaria les visites a països seleccionats per millorar la implementació de les sancions i informar al Consell. També es va sol·licitar una avaluació analítica del Comitè en un termini de 17 mesos.
La resolució va instar a tots els països a cooperar amb l'equip de seguiment i el Comitè, destacant la necessitat d'intercanvi d'informació i proporcionar els noms de persones i entitats a sancionar. Establia un termini del 31 de març de 2004, perquè els països proporcionin noms d'Al Qaeda, talibans i membres de grups associats al seu territori. Al mateix temps, els estats havien d'informar a les persones sancionades sobre les mesures imposades en contra i informar sobre les mesures que havien pres per aplicar les sancions.